# Cabinet Drees III
Royaume des Pays-Bas
Drees II Beel I
Le cabinet Drees III, parfois appelé cabinet Dress IV, est le gouvernement des Pays-Bas du 13 octobre 1956 au 22 décembre 1958, sous la direction du Premier ministre Willem Drees. Il rassemble des membres du Parti travailliste (PvdA), du Parti populaire catholique (KVP), du Parti antirévolutionnaire (ARP) et de l'Union chrétienne historique (CHU).
Cette grande coalition est formée après les élections législatives de 1956 et est un gouvernement majoritaire. Elle prend le surnom de rood/room (« rouge romaine ») en raison de deux principaux partis qui y prennent part : d'un côté le parti du pilier social démocrate (PvdA) et l'autre celui du pilier catholique (KVP).

## Annexe